# Franciskanklostret och kyrkan, Dubrovnik
Franciskanklostret och kyrkan (kroatiska: Franjevački samostan i crkva) är ett romersk-katolskt kloster och klosterkyrka i Dubrovnik i Kroatien. Franciskanklostret och dess klosterkyrka (Sankt Franciskus av Assisis kyrka) är belägen vid Stradun i Gamla stans nordvästra hörn, i närheten av Pileporten, Onofrios stora fontän och ringmuren. Klostret började byggas 1317 och stod färdigt under 1400-talet.
Det kvadratiska byggnadskomplexet bär stildrag från den romanska arkitekturen, gotiken, renässansen och barocken och är en av de viktigaste historiska byggnaderna i staden. Dess apotek, ett av de äldsta i Europa som fortfarande är i bruk, är ett av Dubrovniks sevärdheter. 

## "Små brödernas" franciskankloster
"Små brödernas" franciskankloster började byggas 1317 men föga är känt om dess tillkomst. Klostret har en innergård med en fontän från 1400-talet. Vid den södra korsgången finns ett epitafium, en inskription i sten med ett typsnitt som användes i början av 1300-talet, som berättar att Mihoje Brajkovfrån Bar var korsgångens byggmästare och skulptör.

## Sankt Franciskus av Assisis kyrka

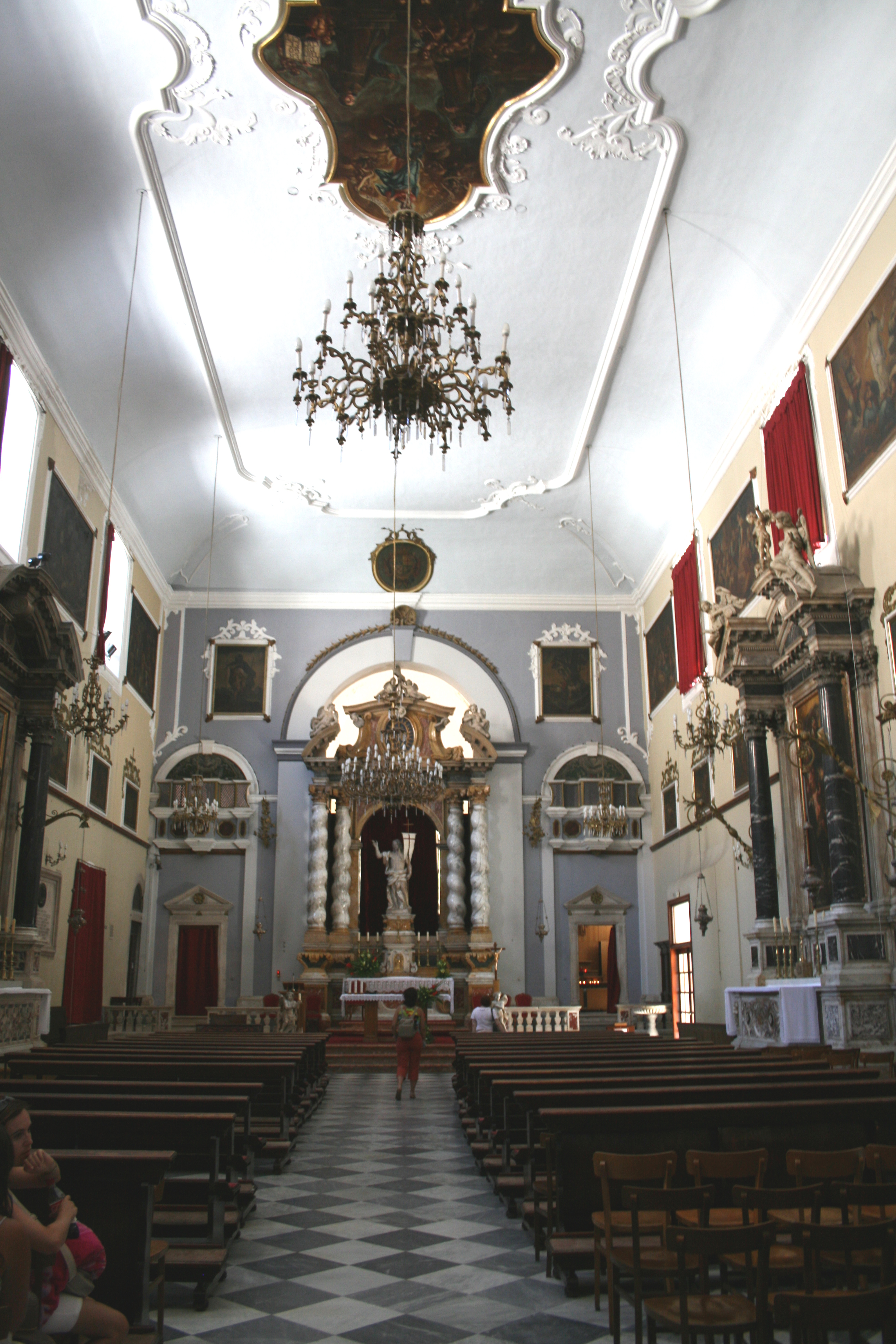
Sankt Franciskus av Assisi-kyrkans interiör 2009.

Klosterkyrkan Sankt Franciskus av Assisis kyrka (Crkva svetog Franje Asiškog) är uppförd i romanik, renässans- och barockstil. Den enskeppiga kyrkan är 44 m lång, 13 m bred och 15 m hög.
Fram till jordbävningen 1667 hade den 21 altare. I den efterföljande branden förstördes målningar av Tizian, Rafael och Caravaggio liksom verk av den lokala Dubrovnikskolan. Den enda delen av kyrkan som klarade jordbävningen oskadd var portalen vid dess södra vägg. Denna är uppförd i venetiansk gotisk stil och är ett verk av bröderna Leonard och Petar Petrović. Portalen har en lunett utsmyckad med en pietà från 1498. Ovanför dörrposterna finns figurer föreställande sankt Hieronymus och sankt Johannes.
Efter jordbävningen och den efterföljande branden restaurerades kyrkan som då även fick stildrag från barocken. Kyrkan har idag sju stenaltare och dess monumentala huvudaltare i trä är från 1713. Skulpturen i dess centrala del är ett verk av venetianaren Marino Gropelli.

## Gamla apoteket
Franciskanklostrets apotek, Gamla apoteket (Stara ljekarna), är ett av de äldsta i Europa som fortfarande är i bruk. Det anses ha grundats samtidigt som klostret 1317 och har sedan dess varit i kontinuerligt bruk. Det har tidvis varit inhyst i olika lokaler men sedan 1955 ligger apoteket i dess ursprungliga lokal på bottenplanet vid klostrets huvudentré. I apotekets hyllor står äldre destillationskärl, mortlar, mätinstrument och kärl.  
Information om apotekets verksamhet från etableringen 1317 till jordbävningen 1667 är knapphändig då det mesta av dess dokumentation förstördes i den efterföljande branden. Äldre krönikor berättar att apoteket ursprungligen etablerades för att kunna hjälpa sjuka munkar vid klostret men sedan kom att tjäna allmänheten av humanitära skäl. 

## Franciskanmuseet och biblioteket
I Franciskanklostrets museum (Muzej franjevačkog samostana) som är beläget i klostrets kapitelsal finns en samling med religiösa konstverk och föremål som tillhör franciskanorden. I museet finns även instrument från det gamla apotekets laboratorium och ett bibliotek med äldre volymer.

### Fotnoter
1. 1 2  Dubrovniks internationella universitet Arkiverad 20 oktober 2014 hämtat från the Wayback Machine. (kroatiska)
2. ↑  Dubrovacka-biskupija.hr - Dubrovniks stifts officiella webbplats (kroatiska)
3. 1 2  Museiska dokumentationscentret Arkiverad 26 mars 2017 hämtat från the Wayback Machine. (kroatiska)
4. ↑  Dubrovnik-online.com Arkiverad 19 oktober 2014 hämtat från the Wayback Machine. (engelska)
5. ↑  Dubrovniks turistförening Arkiverad 31 oktober 2014 hämtat från the Wayback Machine. (engelska)
6. ↑  Franciskanklostrets officiella webbplats Arkiverad 19 oktober 2014 hämtat från the Wayback Machine. (engelska)
7. 1 2 3 4  Franciskanklostrets officiella webbplats Arkiverad 19 oktober 2014 hämtat från the Wayback Machine. (engelska)
8. 1 2  Franciskanklostrets officiella webbplats Arkiverad 19 oktober 2014 hämtat från the Wayback Machine. (engelska)
9. ↑  ”Dubrovniks turistförening”. Arkiverad från originalet den 19 oktober 2014. https://archive.is/20141019061924/http://experience.dubrovnik.hr/vodic_novost.php?id=1589&id_main=1585%23.VENX5X3LfK5. Läst 27 oktober 2020.